# Chauliodes pectinicornis
Chauliodes pectinicornis is een insect uit de familie Corydalidae, die tot de orde grootvleugeligen (Megaloptera) behoort. De soort komt voor in het zuidwesten van Canada en het oosten van de Verenigde Staten.